# Шеховцов, Серафим Григорьевич
Серафи́м Григо́рьевич Шеховцо́в (9 февраля 1928 — 6 ноября 2021) — советский передовик производства, токарь высшего разряда Курского завода передвижных агрегатов производственного объединения «Электроагрегат» Министерства электротехнической промышленности СССР. Герой Социалистического Труда (1981). Почетный гражданин города Курска (2006).

## Биография
Родился 9 февраля 1928 года в селе Кизилово, Курского уезда Курской губернии. По воспоминаниям С. Г. Шеховцова:
Как же в 1928 году, в пору индустриализации и коллективизации, мальчонку из деревни Кизилово назвали, мягко говоря, не в духе времени? Об этом молодой человек узнал, хотя и не сразу, от своей матери Марины Сергеевны, женщины религиозной: по ее словам, во сне пришел к ней некто и сказал: «Вот, родится у вас сын — имя ему Серафим». И, хотя сверстники порой дивились этому «архаизму», в товарищах у парнишки недостатка не было: в колхозе он достойно трудился сызмала. Особенно нужда в его руках ощущалась в военную пору, когда отца и брата призвали на фронт, и подросток остался старшим мужчиной в семье, где росло еще шестеро детишек. «В колхозе все профессии хороши: лопата, вилы, лошадь, корова…»
С 1941 года в тринадцатилетнем возрасте начал свою трудовую деятельность в колхозе, занимался развозкой воды для техники и колхозников, работающих в полях. После начала Великой Отечественной войны до 1943 года С. Г. Шеховцов вместе со своей матерью и шестью братьями и сёстрами находился под гитлеровской оккупацией. После освобождения Курской области от немецко-фашистских захватчиков С. Г. Шеховцов продолжил работать в колхозе разнорабочим и трактористом, где во время работы попадал под обстрел немецкой авиации. За этот период своей жизни за самоотверженную работу в колхозе Курского района, который выполнял задачи по обеспечению армии хлебом, получил медаль «За доблестный труд в Великой Отечественной войне 1941—1945 гг.».
В 1948 году был призван в ряды Советской армии, где окончил с отличием военное авиационное училище в Тернопольской области (школу младших авиационных специалистов), служил радиомехаником самолетного оборудования в научно-испытательном институте Военно-воздушных сил имени Чкалова, где был ответственным за установку современной техники на самолеты нового поколения. После демобилизации в 1952 году из Советской армии работал в Архангельской области на лесосплаве электромотористом. После возвращения оттуда в 1954 году, устроившись разнорабочим в механический цех Курского завода передвижных агрегатов производственного объединения «Электроагрегат» Министерства электротехнической промышленности СССР, тогда известным как «почтовый ящик № 5», выбрал профессию токаря, став поначалу учеником токаря. Получив профессию токаря, отличался высококвалифицированной работой, перевыполнением плана и отсутствием брака. Повышал свою профессиональную квалификацию, заочно без отрыва от производства, окончив техническое училище. Получил шестой (высший) разряд. Весь технологический процесс помнил в деталях. Работал иногда в три смены. Делал всё настолько качественно, что получил собственную печать ОТК.  Возглавлял участок, работающий на военную промышленность. Создал в своём цехе школу передового опыта. Подготовил много учеников, среди которых — депутат горсобрания, бывший глава местной представительной власти Владимир Ткаченко. Коллеги прозвали его «академиком рабочих наук»..
20 апреля 1971 года Указом Президиума Верховного Совета СССР «за высокие достижения в труде по итогам восьмой пятилетки (1966—1970)» Серафим Григорьевич Шеховцов был награждён орденом Ленина.
31 марта 1981 года Указом Президиума Верховного Совета СССР «за выдающиеся производственные успехи, достигнутые в выполнении заданий десятой пятилетки и социалистических обязательств, и проявленную трудовую доблесть» Серафим Григорьевич Шеховцов удостоен звания Героя Социалистического Труда с вручением ордена Ленина и золотой медали «Серп и Молот».
В 1985 году был признан лучшим рабочим электротехнической промышленности СССР. С 2006 года — почётный гражданин города Курска. Звание присвоено за большой вклад в развитие города Курска и заслуги в области просвещения, духовно-нравственного и трудового воспитания молодёжи. После выхода на заслуженный отдых С. Г. Шеховцов возглавлял совет ветеранов производственного объединения «Электроагрегат» и был членом президиума Совета ветеранов войны, труда, Вооружённых сил и правоохранительных органов города Курска.
Принимал участие во многих общественно значимых мероприятиях, проводимых на территории Курской области, в частности в ежегодных факельных шествиях с молодёжью к памятнику лётчикам 16-й воздушной армии (на Союзной улице).
В 2007 году для открытого храма Серафима Саровского и всех Курских святых С. Г. Шеховцов изготовил сложное по форме паникадило.
Воспитал троих детей, шестерых внуков, помогал растить правнуков. Писал стихи.
Ты не стыдись своих рабочих рук,
То не беда, что есть на них мозоли,
Ведь человеку труд — хороший друг,
И с ним дружить — нет в мире лучшей доли…

Умер 6 ноября 2021 года.

## Награды
- медаль «Серп и Молот» (31.03.1981)[9]
- два ордена Ленина (20.04.1971; 31.03.1981) [9]
- орден Трудового Красного Знамени
- медаль «За доблестный труд в Великой Отечественной войне 1941—1945 гг.» (06.06.1945)[12][13]
- и более 50 других наград, медалей СССР и Российской Федерации[9][12][13]

### Региональные награды
- Почётный гражданин города Курска (2006) — «за большой вклад в развитие города Курска, заслуги в области просвещения, духовно-нравственного и трудового воспитания»[14]
- Памятный знак «За Труды и Отечество» (Курская область) — «За многолетний труд, активное участие в ветеранском движении и патриотическом воспитании молодежи»[15][16]

### Звания, премии
- Лауреат конкурса общественного признания «Человек года-2010» в номинации «Честь и достоинство» за полувековую и безупречную работу токарем высшего разряда на оборонном предприятии, Курском заводе Электроагрегат, активную новаторскую деятельность и бескорыстное служение развитию ветеранского движения.[17]

## Память

Памятная доска. Шеховцов Серафим Григорьевич.

- На стеле Красной площади города Курска находится фотография С. Г. Шеховцова с краткой информацией[18].
- В деревне Полевая Курского района на здании местной общеобразовательной школы в честь него открыта памятная доска[9].
- Занесен в Книгу памяти[19].